# Діяння Стефана
«Діяння Стефана» (лат. Gesta Stephani) — середньовічний англійський часопис середини XII століття, присвячений правлінню короля Стефана. Автор часопису невідомий.
«Діяння Стефана» є одним з найважливіших джерел з історії періоду феодальної анархії в Англії часів війни за престол між Стефаном Блуаським та імператрицею Матильдою. Часопис написаний латиною. На відміну від інших часописів, автор «Діянь…» є палким прибічником короля Стефана й подає інформацію з його точки зору, засуджуючи Матильду та її прихильників. Тон і підбір матеріалу далекий від об'єктивності, однак стосовно точності фактів та уваги до деталей автор часопису не поступається, а іноді й перевершує Вільяма Малмзберійського або Генріха Гантінгдонського. Значну цікавість представляє порівняння відображення подій громадянської війни у викладенні автора «Діянь…», прибічника Стефана, та у викладенні Вільяма Малмзберійського і пізніших авторів, лояльних до Матильди й Плантагенетів.
Про автора «Діянь Стефана» нічого не відомо. Очевидно, він був священиком на службі у короля Стефана й очевидцем описаних подій. Можливо, часопис було написано на безпосереднє доручення короля.